# Лупе Фуентес
Зуле́йді Педра́йта (ісп. Zuleydy Piedrahita; нар. 27 січня 1987, Калі, Колумбія) відома як Лупе Фуе́нтес (ісп. Lupe Fuentes) — іспанська музична продюсерка напрямку хауз, діджейка, співачка, танцюристка, модель і колишня порноакторка.

## Життєпис
Народилась у Колумбії, пізніше іммігрувала до Мадриду, Іспанія, разом з матір'ю-колумбійкою та батьком-іспанцем і своїм чоловіком Романом С.

### Порноіндустрія
Знімалася під псевдонімом Зулейді (ісп. Zuleidy) до переїзду до США, де взяла псевдонім Лупе . У червні 2009 року підписала контракт з порностудією Teravision. Роком пізніше підписала контракт зі студією Wicked Pictures.

### Музична діяльність
Наприкінці 2012 року вийшов її перший сингл «We are the party», де Фуентес виконала роль ведучої співачки в гурті The Ex-girlfriends. 2013 року вийшов другий сингл: «Whatchya Looking At?». Повний альбом очікувався протягом 2013 року.

## Номінації та нагороди
- 2006 FICEB Ninfa Prize номінація — Best New Spanish Actress — Posesión[15]
- 2009 Hot d'Or[en] номінація — Best European Actress — 100% Zuleidy[16]
- 2010 AVN Award номінація — Best New Web Starlet[17]
- 2010 F.A.M.E. Award — Favorite New Starlet[18]